# Neodrepanis coruscans
La filepita suimanga común (Neodrepanis coruscans) es una especie de ave paseriforme de la familia Philepittidae endémica de Madagascar.

## Descripción
La filepita suimanga común mide alrededor de 10 centímetros de longitud, tiene el pico largo y muy curvado hacia abajo y la cola corta. Presenta un marcado dimorfismo sexual. El macho en época de cría tiene el plumaje de las partes superiores de color azul oscuro iridiscente y las inferiores de color amarillo apagado. Presenta una carúncula que ocupa casi todo su rostro, azul clara en sus dos tercios superiores y azul oscura en el tercio el inferior. Las hembras en cambio tienen el plumaje de las partes superiores de tonos verde oliváceos, las inferiores blanquecino verdosas y los flancos amarillentos, y carece de la carúncula facial azul. Fuera de la época de cría los machos adquieren un plumaje similar al de las hembras. El pico de ambos sexos es negro, aunque el de los machos tiene la base amarilla. Sus patas son de color gris.

## Distribución geográfica y hábitat
Se encuentra en las selvas húmedas tropicales del este de Madagascar